# Tai Tam Intermediate Reservoir
Tai Tam Intermediate Reservoir (kinesiska: 大潭中水塘) är en reservoar i Hongkong (Kina). Den ligger i den centrala delen av Hongkong. Tai Tam Intermediate Reservoir ligger 101 meter över havet.